# Ханна К.
«Ханна К.» (англ. Hanna K.) — кинофильм режиссёра Коста-Гавраса, вышедший на экраны в 1983 году. Лента принимала участие в основной конкурсной программе Венецианского кинофестиваля и получила номинацию на премию «Сезар» за лучший монтаж.

## Сюжет
Начинающий адвокат Ханна Кауфман назначается защитником палестинца Селима Бакри, который был арестован при попытке незаконно перейти границу и попасть в деревню, где когда-то жила его семья. Ханна добивается его освобождения и депортации из страны, однако вскоре его вновь арестуют за незаконную иммиграцию. Он опять обращается к Ханне, которая проникается сочувствием к его истории и посещает место, где когда-то жила семья Селима. Параллельно развивается драма её личной жизни: она оказывается беременной от прокурора, которого не любит и который не одобряет её симпатию к Селиму.

## В ролях
- Джилл Клейберг — Ханна Кауфман
- Жан Янн — Виктор Бонне, муж Ханны
- Гэбриэл Бирн — Джошуа Херцог
- Мохаммад Бакри — Селим Бакри
- Дэвид Кленнон — Амнон
- Шимон Финкель — профессор Левенталь
- Одед Котлер — незнакомец
- Михаль Бат-Адам — женщина из России
- Дафна Леви — Дафна